# Chaetomellaceae
Chaetomellaceae is een familie van de Leotiomycetes, behorend tot de orde van Chaetomellales.

## Taxonomie
De familie Chaetomellaceae bestaat uit slechts zeven geslachten: 
- Chaetomella
- Corniculariella
- Discohainesia
- Hainesia
- Pilidium
- Sphaerographium
- Synchaetomella
- Xeropilidium